# 志水雄一郎
志水 雄一郎（しみず ゆういちろう、1972年（昭和47年）6月27日 - ）は、日本の実業家。

## 来歴・人物
福岡県に生まれる。福岡市立大名小学校、久留米大学附設中学校・高等学校卒業。堀江貴文、孫泰蔵は高校の同級生。慶應大学環境情報学部卒業後、株式会社インテリジェンス（現パーソルキャリア株式会社）に新卒入社。
株式会社インテリジェンス（現パーソルキャリア株式会社）にて転職サイト「DODA」（現doda）立ち上げなどを経て、2016年に株式会社ネットジンザイバンク（現フォースタートアップス株式会社）を創業、代表取締役社長に就任。2016年に国内初「殿堂」入りHeadhunter認定。2019年より日本ベンチャーキャピタル協会ベンチャーエコシステム委員会委員、2020年より経団連スタートアップ委員会企画部会/スタートアップ政策タスクフォース委員に就任。2021年に公益社団法人経済同友会入会。2022年に一般社団法人関西経済同友会入会、2023年よりグローバル・ベンチャーエコシステム委員会 副委員長。2023年『スタートアップで働く』（ディスカバー・トゥエンティワン）を出版。

## 受賞歴
- 2014年　『Japan Headhunter Awards』にて『Headhunter of The Year』受賞[3]
- 2015年　『Japan Headhunter Awards』にて『Headhunter of The Year』受賞[4]
- 2016年　『Japan Headhunter Awards』にて 国内初『殿堂』入りHeadhunter認定[5]

## 著書
- 『スタートアップで働く』（（ディスカバー・トゥエンティワン）、2023年8月25日）